# 馬鈴薯泥搗具

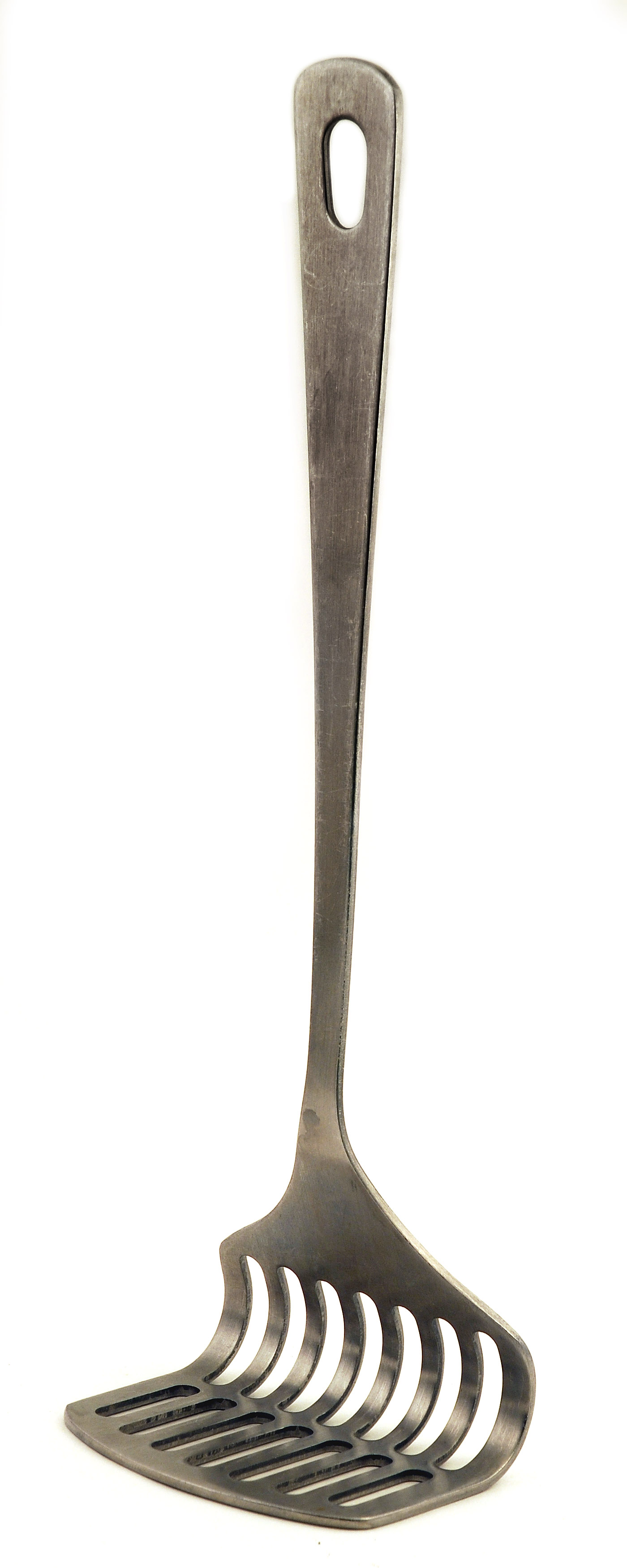
一个不锈钢馬鈴薯泥捣具

馬鈴薯泥捣具，或称馬鈴薯泥捣碎器,是用来捣碎软的食物的厨房用具，可以用来制作馬鈴薯泥，豆泥，苹果泥等食物。與其他搗碎方法相比，使用馬鈴薯搗碎器搗碎的馬鈴薯往往更蓬鬆、質地更輕，因為使用該設備可以減少對馬鈴薯的細胞損傷，釋放更少的澱粉。

## 结构
在维多利亚时代的馬鈴薯泥捣具就是一块木头。现代的馬鈴薯泥捣具就更复杂而精巧。家用馬鈴薯泥捣具经常由手柄和头部组成，头部经常是往复弯曲相对平行的粗金属丝（直径约2～3毫米）或者有孔的金属或塑料片，手柄垂直于头部，便于用力。而食品工业的馬鈴薯泥捣具就要大得多，头部可宽达32英寸。

## 使用
使用家用馬鈴薯泥捣具：握住手柄，用头部的平面去压碎土豆、豆子、南瓜、苹果等煮熟了的柔软易碎的食物。

## 外部連結
- 维基共享资源上的相關多媒體資源：馬鈴薯泥搗具